# Viktor Král
Viktor Král (* 17. července 1968) je bývalý český filmový herec, který ztvárňoval dětské role. Jednou z nejvýraznějších postav byl Adam Bernau v seriálu Návštěvníci. 

## Život
Stal se držitelem ceny dětského diváka Zlatý dudek za roli ve filmu Krakonoš a lyžníci a Muž přes palubu, také získal cenu Prix Danube za televizní inscenaci Pánská jízda. Zvítězil v několika anketách o nejpopulárnějšího dětského herce. Od roku 1986 již ve filmu přestal účinkovat, nastoupil ke studiu na Elektrotechnické fakultě ČVUT v Praze a po studiu se již k herectví nevrátil.
Od roku 1991 pracoval ve společnosti LUX (CZ), s.r.o., kde zastával pozici obchodního manažera a v letech 2011 a 2012 byl generálním ředitelem pobočky ve Švýcarsku. Od srpna 2012 nastoupil ke společnosti Godfreys, zaměřující se na zahradní techniku a vysavače. Odstěhoval se i se svou rodinou do zahraničí, konkrétně do Aucklandu na Novém Zélandu, kde začal působit ve funkci Area Manager Franchisee. Je ženatý a má dvě dcery.

## Filmografie
- Krakonoš a lyžníci (1980)
- Muž přes palubu (1980)
- Sonáta pro zrzku (1980)
- Pánská jízda (1983)
- Kluk za dvě pětky (1983)
- Létající Čestmír (1983)
- Návštěvníci (1983)
- Čarovné dědictví (1985)
- Třetí patro (1985)
- Případ Kolman (1986)
- Uloupené dětství (1987)

## Dabing
- 1981: Sluníčko na houpačce – Matěj
- 1987: Discopříběh